# Storkvarvet
Storkvarvet är ett berg i Östantarktis vars topp ligger 1 919 meter över havet. Norge gör anspråk på området.
Terrängen runt Storkvarvet är varierad.